# Kinh tế học phi chính thống

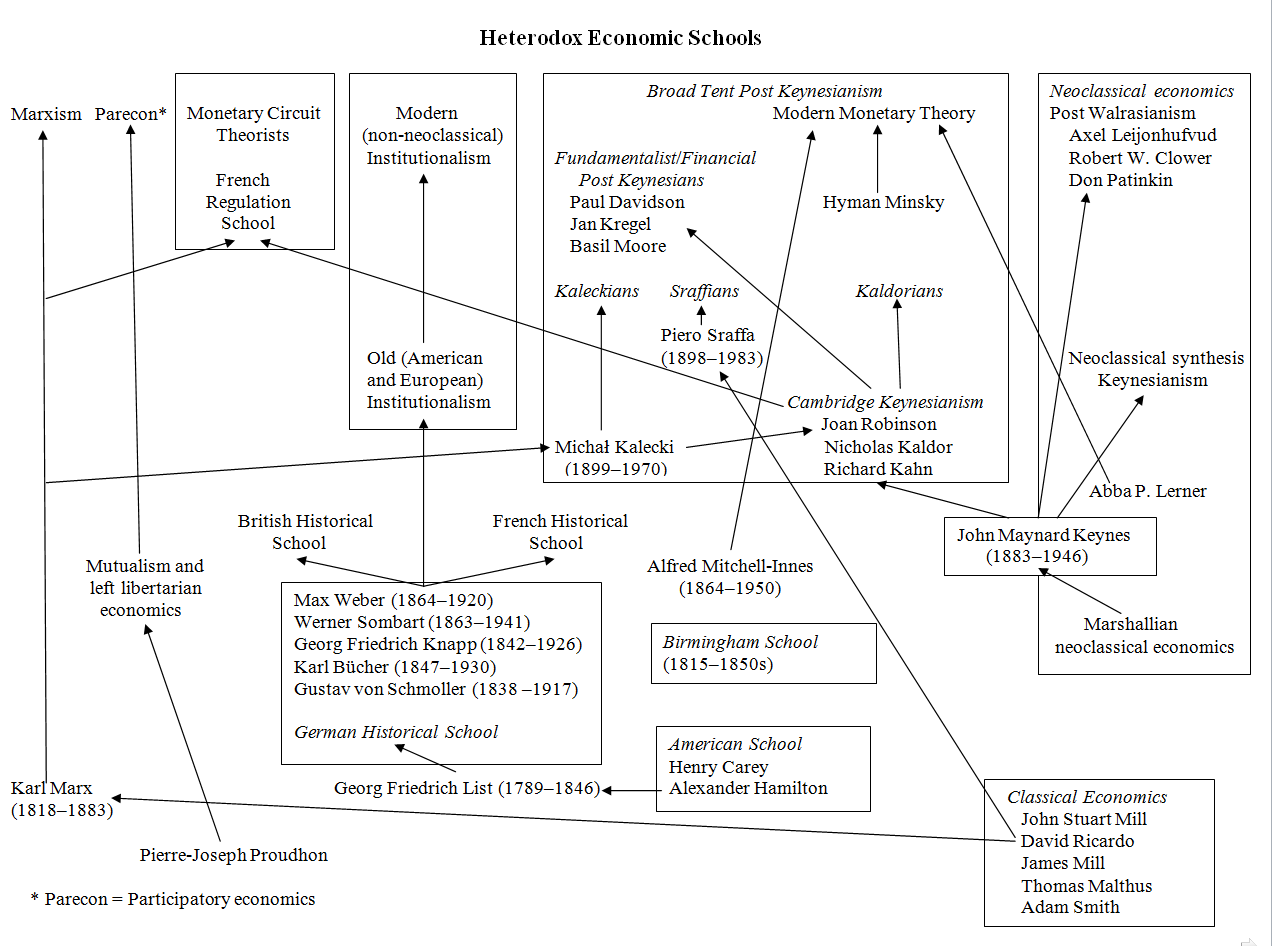
Cây kinh tế học không chính thống.

Kinh tế học phi chính thống là bất kỳ tư tưởng hay lý thuyết kinh tế nào tương phản với các trường phái tư tưởng kinh tế chính thống, hoặc có thể vượt ra ngoài kinh tế học tân cổ điển. Chúng bao gồm kinh tế học thể chế, tiến hóa, nữ quyền, xã hội, hậu Keynes (không bị nhầm lẫn với kinh tế học Keynes mới),  sinh thái học, Georgist, Áo, Marx-Lenin, kinh tế xã hội chủ nghĩa và vô chính phủ,  và các loại kinh tế học khác.
Kinh tế học có thể được gọi là kinh tế chính thống hoặc kinh tế học thông thường bởi các nhà phê bình của nó. Ngoài ra, kinh tế học chính thống liên quan đến "chủ nghĩa cá nhân hợp lý, chủ nghĩa cân bằng hợp lý" và kinh tế học không chính thống là "triệt để" hơn trong việc đối phó với "thể chế lịch sử cấu trúc xã hội nexus". Nhiều nhà kinh tế coi kinh tế học không chính thống là "ngoài lề" và "không liên quan", với rất ít hoặc không ảnh hưởng đến đại đa số các nhà kinh tế học chính thống học thuật trong thế giới nói tiếng Anh.
Một đánh giá gần đây đã ghi nhận một số nhóm nổi bật của các nhà kinh tế học không chính thống kể từ ít nhất là những năm 1990 khi làm việc cùng nhau với sự gia tăng sự gắn kết giữa các thành phần khác nhau. Dọc theo những dòng này, Liên đoàn quốc tế về Hiệp hội đa nguyên trong kinh tế (ICAPE) không định nghĩa "kinh tế học không chính thống" và đã tránh xác định phạm vi của nó. ICAPE định nghĩa sứ mệnh của mình là "thúc đẩy đa nguyên trong kinh tế ".
Khi xác định một điểm chung trong "bình luận phê bình", một nhà văn đã mô tả các nhà kinh tế học không đồng nhất là cố gắng thực hiện ba điều: (1) xác định các ý tưởng được chia sẻ tạo ra một mô hình phê bình không chính thống qua các chủ đề và chương của các văn bản vĩ mô giới thiệu; (2) đặc biệt chú ý đến các ý tưởng liên kết sự khác biệt về phương pháp luận với sự khác biệt chính sách; và (3) mô tả nền tảng chung theo những cách cho phép các mô hình khác biệt phát triển những khác biệt chung với kinh tế sách giáo khoa theo những cách khác nhau.
Một nghiên cứu cho thấy bốn yếu tố chính quan trọng đối với nghiên cứu kinh tế học bởi các nhà kinh tế học không chính thống tự xác định: lịch sử, hệ thống tự nhiên, sự không chắc chắn và sức mạnh.